# Tamnava
La Tamnava, en serbe cyrillique Тамнава, « la rivière sombre », est une rivière de l'ouest de la Serbie. Sa longueur est de 90 km. Elle est un affluent gauche de la Kolubara. Elle donne son nom à la région qu'elle traverse. 

## Géographie
La Tamnava appartient au bassin de drainage de la Mer Noire ; son propre bassin de drainage couvre une superficie de 930 km2. La rivière n'est pas navigable. 

## Origine
La Tamnava naît de plusieurs ruisseaux provenant de la colline de Konjsko brdo (en cyrillique : Коњско брдо, la « colline du cheval »), sur les pentes septentrionales du mont Vlašić, au nord-ouest de la ville de Valjevo, à moins d'un kilomètre de son affluent principal, l'Ub. La Tamnava se dirige vers Miličinica et oblique au nord-ouest le long du mont Vlašić, elle traverse Donje Crniljevo et fait un autre coude en direction de l'est à la colline de Braznik (en cyrillique : Бразник), près de Gradojević. À Kamenica, le cours de la Tamnava forme un cercle presque complet. 

## La région de la Tamnava
La région de la Tamnava commence quand la rivière passe entre Subotica et la petite ville de Koceljeva. Les localités de Tamnava, Novaci, Kalinovac, Trlić, Sovljak et Crvena Jabuka sont situées sur la rivière. Puis elle reçoit les eaux de l'Ub près de Šarbane. La rivière oblique alors en direction du nord-ouest et passe à Liso Polje avant de se jeter dans la Kolubara, au sud de Belgrade, dans le faubourg d'Obrenovac.